# Pró-catedral de São Francisco (Trípoli)

A Pró-catedral de São Francisco ou, simplesmente, Igreja de São Francisco, é uma igreja Católica Romana,localizada na cidade de Trípoli, na Líbia.

## Catedral
A  Pró-Catedral de São Francisco segue o rito romano, ou rito latino, serve como uma igreja paroquial e a pro-catedral ou catedral temporária do Vicariato Apostólico de Trípoli (Vicariatus Apostolicus Tripolitanus), que foi criado em 1630 pelo Papa Urbano VIII.
Ela está a cerca de 740 metros da antiga catedral de Tripoli, que remonta a 1928 e foi convertida em uma mesquita em 1970. Ela é usada pelos franciscanos da Província de S. Paulo Apóstolo (Malta) com a igreja de Maria Imaculada, em Benghazi.